# Tim Frazier
Tim Frazier (Houston, 1 de novembro de 1990) é um jogador norte-americano de basquete profissional que atualmente joga pelo Memphis Grizzlies da National Basketball Association (NBA).
Ele jogou basquete universitário na Universidade Estadual da Pensilvânia e não foi selecionado no Draft da NBA de 2014. Ele jogou pelo Maine Red Claws da G-League e pelo Philadelphia 76ers, Portland Trail Blazers, New Orleans Pelicans, Washington Wizards e Milwaukee Bucks.

## Primeiros anos
Frazier nasceu em 1 de novembro de 1990 em Houston, Texas, filho de Billy e Janice.
Ele começou a jogar basquete aos cinco anos de idade. Sua irmã disse mais tarde: "A maioria das pessoas aprende basquete desde cedo com um tipo de mentalidade individual... Tim em tenra idade não tinha isso. Ele sempre quis melhorar a equipe e fazer o que for necessário para ajudar a equipe. Ele é um verdadeiro armador".
Na infância, ele era considerado pequeno demais para esportes de contato, mas era conhecido por sua rapidez, o que o ajudou a prosperar na quadra.

## Carreira no ensino médio
Frazier estudou no Strake Jesuit College Preparatory em Houston, Texas. Em seu primeiro ano, ele teve médias de 11,5 pontos, 5,5 rebotes e 3,0 roubadas de bola por jogo. Frazier foi nomeado Jogador Defensivo do Ano do Distrito 17-5A.
Em sua terceira temporada, ele obteve uma média de 15,5 pontos, 7,7 rebotes, 5,5 assistências e 3,6 roubadas de bola por jogo, levando a equipe a um recorde de 37-1. Ele os ajudou a se tornar a primeira escola particular a chegar às semifinais do torneio estadual.
Depois de completar seu último ano no Strake Jesuit, Frazier foi classificado como o 20º melhor armador de sua classe, o 110º jogador mais valioso do mundo e um recruta de três estrelas pela Rivals.com.
Em 23 de outubro de 2008, Frazier se comprometeu verbalmente com a Universidade Estadual da Pensilvânia. Ele disse ao Scout.com: "Decidi ir para lá, porque achei que era uma ótima opção para mim. A Penn State tem ótimos acadêmicos, além de um ótimo time de basquete e era isso que eu estava procurando".

## Carreira na faculdade

### Temporada de Calouro

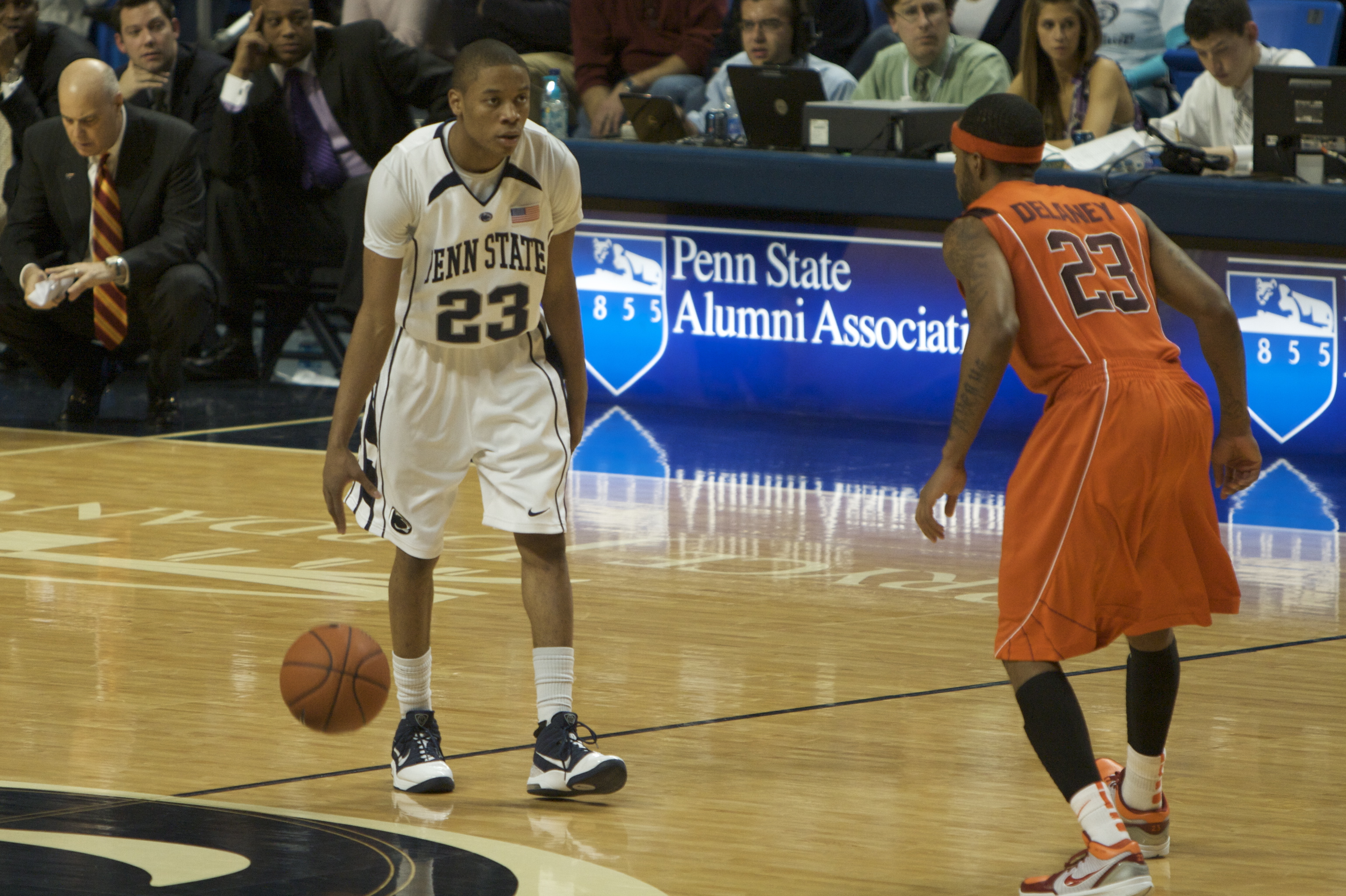
Frazier contra Malcolm Delaney de Virginia Tech.

Antes do início de seu primeiro ano, Frazier registrou um salto vertical de 86 cm nos treinos de pré-temporada da Penn State. Ele também superou o melhor tempo de agilidade no Draft Combine de 2009.
Em sua primeira aparição oficial contra a Pensilvânia, Frazier registrou 2 assistências e 1 rebote em apenas 8 minutos de jogo. Ele marcou seus primeiros pontos contra Robert Morris no jogo seguinte.
Ele jogou seu primeiro jogo como titular em 22 de novembro de 2009 contra Davidson e registrou 7 pontos, 5 rebotes, 3 assistências e 3 roubadas de bola.
Ele terminou a temporada com média de 5,0 pontos, 2,3 rebotes, 2,4 assistências, 0,7 roubadas de bola e 1,7 turnovers. Ele jogou em todos os 31 jogos da temporada regular.

### Segundo ano
Frazier estreou em seu segundo ano em 7 de novembro de 2010, em um jogo de exibição contra East Stroudsburg. Ele registrou 10 pontos, 6 assistências, dois roubos de bola e 4 turnovers.
Ele fez seu primeiro jogo como titular em 19 de novembro contra Fairfield e contribuiu com 3 pontos, 4 rebotes, 7 assistências e 1 roubo de bola.
Em 12 de março de 2011, Frazier marcou 22 pontos contra Michigan State, ajudando o time a vencer a semifinal do Torneio Masculino da Big Ten Conference de 2011. Ele jogou em seu primeiro jogo do Torneio da NCAA contra Temple, contribuindo com 15 pontos, 7 assistências, 5 rebotes e 2 roubadas de bola.
Nessa temporada, Frazier obteve média de 6,3 pontos, 5,1 assistências, 3,9 rebotes, 1,0 roubadas de bola e 0,1 bloqueios por jogo.

### Terceiro ano

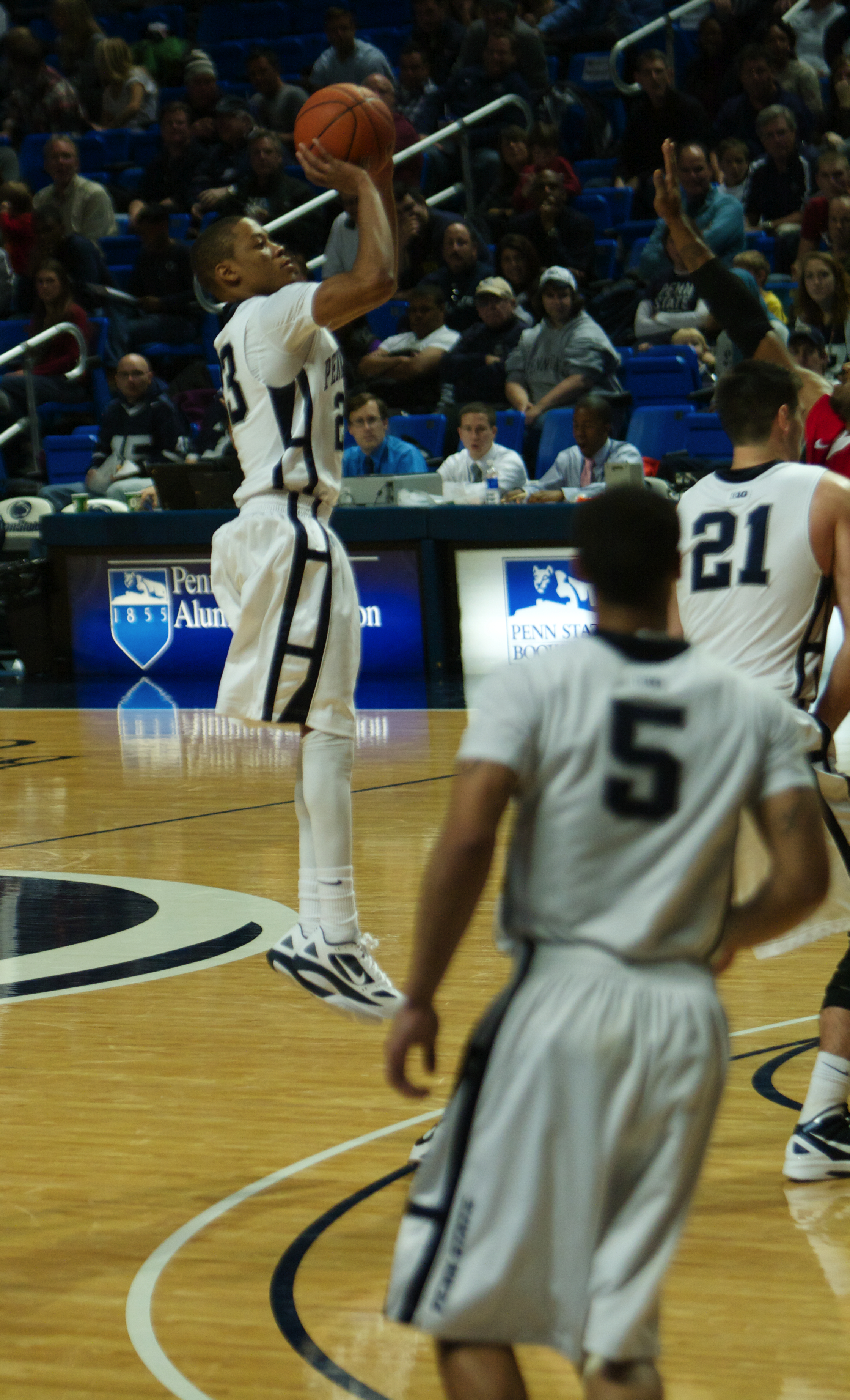
Frazier arremessa da linha de três pontos contra Hartford em 2011

Frazier abriu sua terceira temporada e seu primeiro ano com o treinador Pat Chambers, em 5 de novembro de 2011, em um jogo de exibição contra o Slippery Rock, marcando 19 pontos.
No segundo jogo da temporada regular, Frazier fez sua segunda exibição de 20 ou mais pontos. Ele também igualou sua maior marca de assistências da carreira com 10. Esse foi o seu segundo duplo-duplo na Penn State. Em seu jogo seguinte contra LIU-Brooklyn, ele marcou 26 pontos e mais uma vez fez 10 assistências. Foi o seu segundo duplo-duplo e o terceiro em sua carreira na Penn State.
Frazier liderou a Big Ten com oito jogos de 20 pontos ao longo do ano. Até o final da temporada, Frazier obteve média de 18,8 pontos, 6,2 assistências, 4,7 rebotes, 2,4 roubadas de bola e 0,2 bloqueios. Foi a sua maior média de pontuação com a Penn State.

### Lesão
Frazier começou sua quarta temporada representando a Penn State com 17 pontos, 8 assistências e 5 rebotes em um jogo de exibição contra a Universidade da Filadélfia em 3 de novembro de 2012.
Em 18 de novembro, Frazier deixou o jogo contra Akron após seis minutos de jogo devido a uma ruptura no tendão de Aquiles. Foi anunciado que ele tinha um período de recuperação de cerca de 12 meses e estaria fora da temporada. Logo após, ele disse: "Jamais esquecerei aquele jogo, aquela lesão, nunca esquecerei a câmera. Estou sentado na linha lateral com a câmera (de televisão) apenas aproximando o meu pé. Nunca esquecerei o olhar da irmã e o rosto da minha mãe e pai."
Durante sua reabilitação, Frazier começou a usar a máquina elíptica, trabalhando na piscina e participando do treinamento com pesos. Ele foi guiado pelo treinador atlético da Universidade Estadual da Pensilvânia, Jon Salazer, durante todo o processo. A irmã de Frazier, Krystal, rasgara o tendão direito de Aquiles quando jogava basquete universitário quase sete anos antes e passou por uma reabilitação semelhante antes de retomar sua carreira.

### Último ano

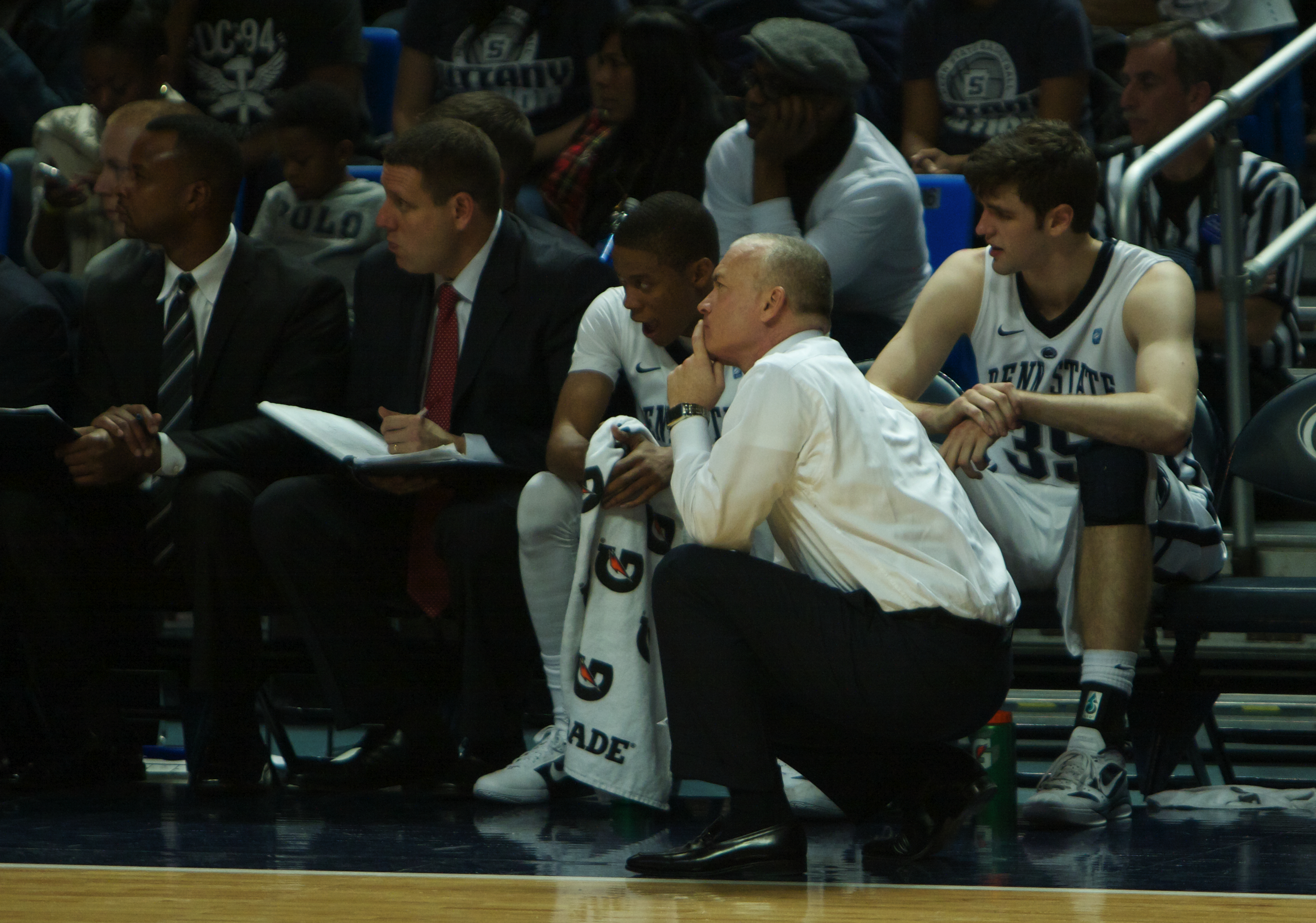
Frazier falando com o treinador Chambers

No final de abril, foi oficializado que Frazier retornaria à Penn State para seu último ano de elegibilidade. Depois que a Big Ten lhe concedeu permissão para participar de sua quinta temporada, Chambers disse: "Estamos emocionados por ele ter a oportunidade de terminar sua carreira e novamente se colocar entre os melhores jogadores do país".
Em 3 de novembro de 2013, Frazier registrou 11 pontos, 6 assistências, 1 roubada de bola e 1 quadra em uma vitória em um jogo de exibição contra Northwood.
Em seu primeiro jogo da temporada regular, ele teve um duplo-duplo contra Wagner College. Foi o sétimo duplo-duplo na carreira universitária de Frazier.
Frazier completou sua última temporada em Penn State com média de 14,9 pontos, 4,5 rebotes, 5,4 assistências, 1,6 roubadas de bola e 0,2 bloqueios por jogo. Ele foi titular em todos os 34 jogos com média de 35,2 minutos.

## Carreira profissional

### Red Claws, 76ers e Trail Blazers (2014-2016)

#### Temporada de 2014-15
Antes do Draft da NBA de 2014, Frazier fez treinos em várias equipes da NBA, incluindo o Phoenix Suns, o New York Knicks, o Boston Celtics, o Minnesota Timberwolves, o Philadelphia 76ers e o Washington Wizards. O técnico dos 76ers, Brett Brown, o convidou para jogar na Summer League de Las Vegas de 2014 depois que ele não foi selecionado no draft. Em Las Vegas, ele obteve uma média de 3,4 pontos, 4,0 rebotes, 2,0 assistências e 1,2 roubadas de bola em cinco jogos.
Em 29 de setembro de 2014, o Boston Celtics contratou Frazier para participar de treinamentos com a oportunidade de fazer um teste com o Maine Red Claws no futuro. Em 27 de outubro de 2014, ele foi dispensado pelos Celtics depois de jogar em quatro jogos da pré-temporada. Como esperado, quatro dias depois, ele foi adquirido pelo Maine Red Claws como jogador afiliado. Frazier abriu sua temporada na D-League, contribuindo com 18 pontos, 9 assistências e 4 rebotes contra o Oklahoma City Blue.
Em 30 de janeiro de 2015, Frazier registrou seu segundo triplo-duplo da temporada com 13 pontos, 10 rebotes e 11 assistências, ajudando os Red Claws a vencer por 104-92 sobre o Canton Charge.
Em 5 de fevereiro de 2015, Frazier assinou um contrato de 10 dias com o Philadelphia 76ers. No dia seguinte, ele estreou na NBA na derrota por 96-107 contra o Boston Celtics,. Em pouco menos de 35 minutos de ação, ele registrou 11 assistências, 5 pontos, 5 rebotes e 2 roubadas de bola. Após a expiração de seu contrato de 10 dias, ele não foi contratado pelo 76ers e, em 16 de fevereiro, foi readquirido pelo Red Claws.
Em 20 de fevereiro, ele assinou um segundo contrato de 10 dias com os 76ers. No entanto, ele foi dispensado pelos 76ers em 24 de fevereiro depois que a equipe adquiriu Thomas Robinson, e voltou mais uma vez ao Maine quatro dias depois. Em 5 de março, ele teve seu quarto triplo-duplo da temporada com 22 pontos, 13 rebotes e 14 assistências na vitória por 121-110 sobre o Austin Spurs.
Em 30 de março de 2015, Frazier assinou um contrato de vários anos com o Portland Trail Blazers. Em 21 de abril, ele foi selecionado como o MVP da D-League de 2015 e o Novato do Ano com média de 16,1 pontos, 7,1 rebotes e 9,5 assistências em 41 jogos.

#### Temporada de 2015-16
Em julho de 2015, Frazier ingressou no Portland Trail Blazers para a Summer League de 2015 e participou de treinos com a equipe. Ele jogou em 15 dos primeiros 29 jogos da equipe na Temporada de 2015–16. Em 21 de dezembro, ele foi titular em seu primeiro jogo pelo Trail Blazers no lugar do lesionado Damian Lillard. Ele jogou em todos os minutos da derrota por 106-97 para o Atlanta Hawks, registrando 12 pontos, 7 rebotes, 7 assistências, 2 roubadas de bola e 1 bloqueio. Em 18 de fevereiro de 2016, ele foi dispensado pelos Trail Blazers.
Em 27 de fevereiro, Frazier foi readquirido pelo Maine Red Claws. No dia seguinte, em seu segundo jogo de volta, Frazier registrou apenas o décimo triplo-duplo da história do Red Claws em uma vitória por 132-111 sobre o Sioux Falls Skyforce. Em 32 minutos de ação, ele registrou 24 pontos, 12 rebotes e 12 assistências.

### New Orleans Pelicans (2016-2017)
Em 16 de março de 2016, Frazier assinou um contrato de 10 dias com o New Orleans Pelicans para ajudar a equipe a lidar com inúmeras lesões.
Ele fez sua estreia nos Pelicans mais tarde naquela noite, registrando 14 pontos e 9 assistências em 27 minutos em uma vitória de 123-108 sobre o Sacramento Kings. Em 20 de março, ele marcou 17 pontos em uma vitória por 109-105 sobre o Los Angeles Clippers. Ele superou essa marca quatro dias depois, marcando 18 pontos em uma derrota para o Indiana Pacers.
Em 26 de março, ele assinou com os Pelicans pelo restante da temporada. Em 3 de abril, ele registrou 19 pontos e 13 assistências em uma vitória por 106-87 sobre o Brooklyn Nets. No último jogo da temporada dos Pelicans, em 13 de abril, Frazier teve um jogo de 15 assistências em uma derrota por 144-109 para o Minnesota Timberwolves.
Em 22 de julho de 2016, Frazier assinou novamente com os Pelicans. No jogo de abertura, em 26 de outubro de 2016, Frazier registrou 15 pontos e 11 assistências em uma derrota por 107-102 para o Denver Nuggets. Em 22 de novembro, ele registrou 21 pontos e 14 assistências na vitória por 112-94 sobre o Atlanta Hawks. Em 11 de dezembro, ele teve seu primeiro triplo-duplo na NBA com 14 pontos, 11 rebotes e 11 assistências em uma vitória por 120-119 sobre o Phoenix Suns.

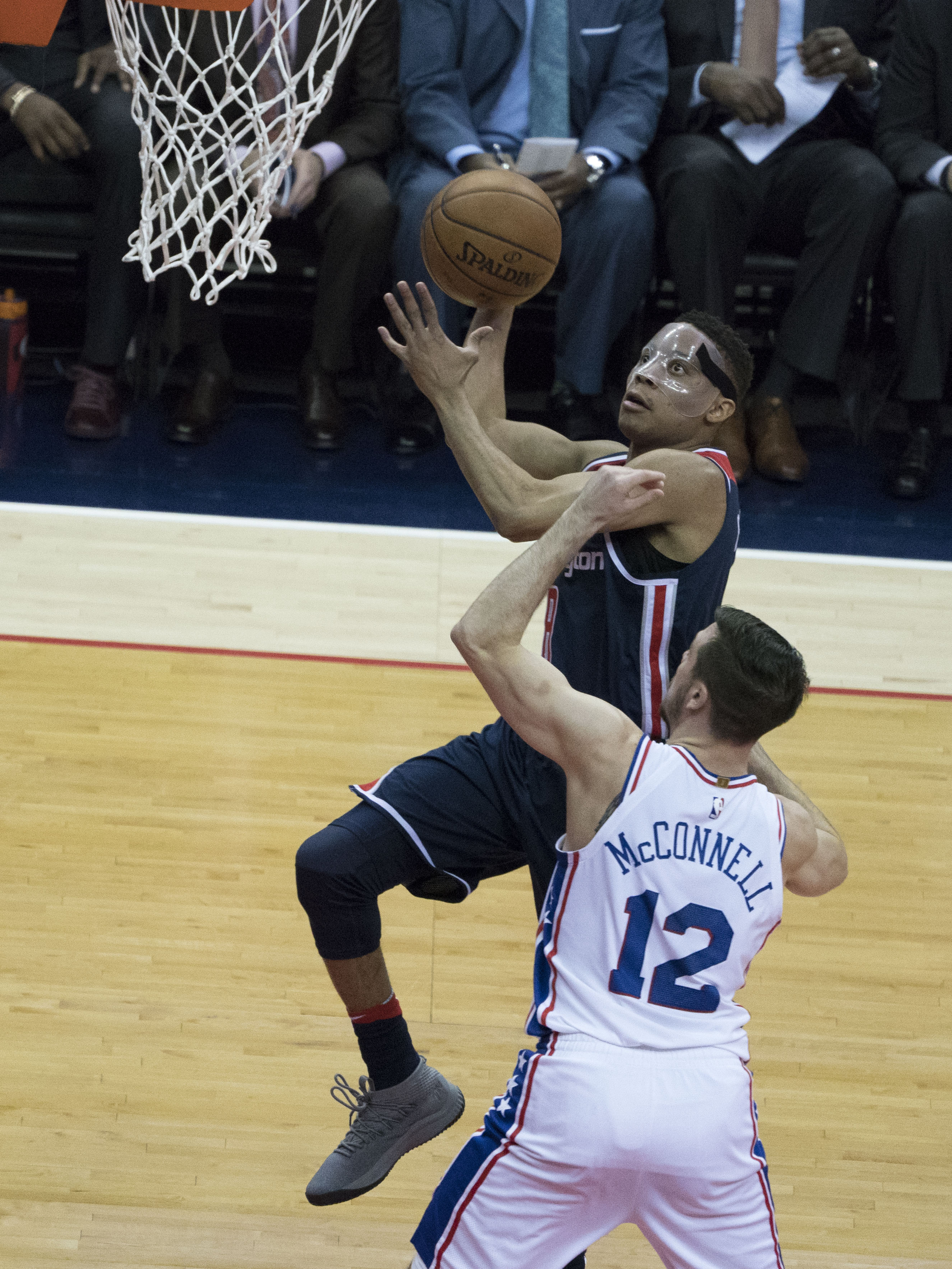
Frazier tentando uma bandeja contra T.J. McConnell em 2018

### Washington Wizards (2017–2018)
Em 21 de junho de 2017, Frazier foi negociado com o Washington Wizards em troca da 52ª escolha geral no Draft da NBA de 2017.
Em 27 de janeiro de 2018, ele registrou 14 assistências em uma vitória de 129-104 sobre o Atlanta Hawks.

### Retorno a New Orleans (2018–2019)
Em 22 de setembro de 2018, Frazier assinou contrato com o Milwaukee Bucks para participar dos treinamento. Ele foi dispensado pelos Bucks em 15 de outubro.
Dois dias depois, ele foi contratado pelo New Orleans Pelicans. Em 28 de fevereiro de 2019, ele foi dispensado pelos Pelicans.

### Milwaukee Bucks (2019)
Em 19 de março de 2019, Frazier assinou contrato com o Milwaukee Bucks.
Em 10 de abril de 2019, ele registrando 29 pontos e 13 assistências em uma derrota de 127-116 para o Oklahoma City Thunder.

### Detroit Pistons (2019–Presente)
Em 6 de julho de 2019, Frazier assinou com o Detroit Pistons.

## Estatísticas da NBA

### Temporada regular
| Year     | Team         | GP  | MPG  | FG%  | 3P%  | FT%  | RPG | APG | SPG | BPG | PPG  |
| -------- | ------------ | --- | ---- | ---- | ---- | ---- | --- | --- | --- | --- | ---- |
| 2014–15  | Philadelphia | 6   | 28.5 | .302 | .273 | .333 | 3.2 | 7.2 | 1.0 | .0  | 5.7  |
| 2014–15  | Portland     | 5   | 13.6 | .444 | .333 | .833 | 1.8 | 3.4 | .4  | .0  | 4.6  |
| 2015–16  | Portland     | 35  | 7.8  | .333 | .176 | .533 | 1.1 | 1.2 | .3  | .0  | 1.5  |
| 2015–16  | New Orleans  | 16  | 29.3 | .450 | .419 | .763 | 4.4 | 7.5 | 1.4 | .1  | 13.1 |
| 2016–17  | New Orleans  | 65  | 23.5 | .403 | .313 | .760 | 2.7 | 5.2 | .9  | .1  | 7.1  |
| 2017–18  | Washington   | 59  | 14.2 | .395 | .304 | .767 | 1.9 | 3.3 | .8  | .1  | 3.0  |
| 2018–19  | New Orleans  | 47  | 19.3 | .451 | .351 | .780 | 2.9 | 4.4 | .5  | .1  | 5.0  |
| 2018–19  | Milwaukee    | 12  | 17.6 | .424 | .417 | .692 | 2.6 | 3.5 | .4  | .1  | 6.3  |
| Carreira | Carreira     | 245 | 18.2 | .412 | .329 | .731 | 2.4 | 4.1 | .7  | .1  | 5.2  |

### Playoffs
| Year     | Team       | GP | MPG | FG%  | 3P%  | FT%   | RPG | APG | SPG | BPG | PPG |
| -------- | ---------- | -- | --- | ---- | ---- | ----- | --- | --- | --- | --- | --- |
| 2015     | Portland   | 2  | 1.5 | .000 | –    | –     | .0  | .0  | .0  | .0  | .0  |
| 2018     | Washington | 2  | 3.0 | .000 | –    | –     | .5  | 1.5 | .5  | .0  | .0  |
| 2019     | Milwaukee  | 11 | 3.6 | .615 | .500 | 1.000 | .8  | .9  | .1  | .0  | 1.9 |
| Carreira | Carreira   | 15 | 3.3 | .533 | .500 | 1.000 | .7  | .9  | .1  | .0  | 1.4 |

Fonte: